# Нижние Ирх-Сирмы
Нижние Ирх-Сирмы (чув. Лапри Упакасси) — деревня в Мариинско-Посадском муниципальном округе Чувашской Республики. С 2004 до 2023 года входила в состав Первочурашевского сельского поселения.

## География
Находится в северо-восточной части Чувашии, на расстоянии приблизительно 15 км на юг по прямой от районного центра города Мариинский Посад.

## История
Известна с 1858 года как околоток деревни Ирх-Сирма (ныне Верхние Ирх-Сирмы). В 1897 году было учтено 87 жителей, в 1926 — 26 дворов, 109 жителей, в 1939—145 жителей, в 1979 — 75. В 2002 году было 15 дворов, в 2010 — 17 домохозяйств. В 1931 году образован колхоз «Хусахпай», в 2010 году действовал СХПК «Звезда».

## Население
Постоянное население составляло 48 человек (чуваши 90 %) в 2002 году, 35 в 2010.